# Bucilly
Bucilly település Franciaországban, Aisne megyében. Lakosainak száma 202 fő (2022. január 1.). Bucilly Besmont, Éparcy, Hirson, Jeantes, Landouzy-la-Ville, Martigny és Saint-Michel községekkel határos.

## Népesség
A település népességének változása:
| Lakosok száma | 250  | 216  | 246  | 207  | 184  | 184  | 193  | 194  | 198  | 202  |
|               | 1968 | 1982 | 1990 | 2006 | 2013 | 2015 | 2017 | 2019 | 2020 | 2022 |